# Александровка (Локтевский район)
Александровка — село в Локтевском районе Алтайского края России. Административный центр Александровского сельсовета.

## География
Расположен на юге края, менее 30 км границы с Казахстаном, на мелкосопочной равнине у реки р. Алей. На противоположном берегу реки находится село Павловка.
Климат
резко континентальный. Средняя температура января −17,2°С, июля +20,2°С. Годовое количество атмосферных осадков 365 мм.

## История
Основано в 1885 году. 
В 1928 г. состояло из 425 хозяйств. Центр Александровского сельсовета Локтевского района Рубцовского округа Сибирского края.

## Население
| 1926 | 1997 | 1998 | 1999 | 2000 | 2001 | 2002 | 2003 | 2004 |
| ---- | ---- | ---- | ---- | ---- | ---- | ---- | ---- | ---- |
| 2727 | ↘696 | ↘650 | ↘619 | ↗654 | ↘571 | ↗583 | ↗611 | ↗615 |
| 2005 | 2006 | 2007 | 2008 | 2009 | 2010 | 2011 | 2012 | 2013 |
| ↘602 | ↘581 | ↗600 | ↘568 | ↘505 | ↘459 | ↘457 | ↘424 | ↘394 |

национальный состав
В 1928 г. основное население - русские. 
Согласно результатам переписи 2002 года, в национальной структуре населения русские составляли 95 % от 612 жителей.

## Инфраструктура
Основа экономики - сельское хозяйство. 
Александровская средняя общеобразовательная школа. Администрация поселения. 

## Транспорт
Село доступно по дороге общего пользования межмуниципального значения «Кировский - Александровка - Павловка» (идентификационный номер 01 ОП МЗ 01Н-2602) протяженностью 30,100.